# 加德 (伊利諾伊州)
加德（英語：Gard）是位於美國伊利諾伊州麥迪遜縣的一個非建制地區。該地的面積和人口皆未知。

## 地理
加德的座標為38°51′44″N 89°57′36″W / 38.86222°N 89.96000°W，而該地的平均海拔高度為149米（即489英尺）。